# Élections législatives béninoises de 2011
Les élections législatives béninoises de 2011, initialement prévues le 17 avril 2011, ont été reportées et se sont déroulées le 30 avril 2011, afin de renouveler les 83 sièges de l'assemblée nationale du Bénin.
Le FCBE, composé d'alliés du président Yayi Boni, a obtenu 6 sièges de plus qu'aux précédentes législatives, et possède dès lors près de la moitié des sièges parlementaires. 
Cette élection a consolidé la victoire de Yayi Boni aux élections présidentielles de 2011 le mois précédent. Adrien Houngbédji, le deuxième candidat, avait rejeté la validité des résultats de l'élection présidentielle.

## Résultats
|                           |                                                 |           |       |        |               |  |  |  |  |
| Parti                     | Parti                                           | Voix      | %     | Sièges | +/-           |  |  |  |  |
|                           | Forces Cauris pour un Bénin émergent (FCBE)     | 665 810   | 33,30 | 41     | 6             |  |  |  |  |
|                           | L'Union fait la Nation (UN)                     | 537 632   | 26,89 | 30     | Nv            |  |  |  |  |
|                           | Alliance Cauris 2 (AC2)                         | 128 974   | 6,45  | 2      | Nv            |  |  |  |  |
|                           | Alliance G13 Baobab (AG13B)                     | 118 289   | 5,92  | 2      | Nv            |  |  |  |  |
|                           | Force Espoir & Union pour la Relève (FE et UPR) | 99 698    | 4,99  | 2      | 3             |  |  |  |  |
|                           | Union pour le Bénin (UB)                        | 90 179    | 4,51  | 2      | Nv            |  |  |  |  |
|                           | Alliance Amana (AA)                             | 62 501    | 3,13  | 2      | Nv            |  |  |  |  |
|                           | Alliance Force dans l'Unité (AFU)               | 51 723    | 2,59  | 2      | Nv            |  |  |  |  |
|                           | Autres partis (11)                              | 244 420   | 12,22 | 0      | -             |  |  |  |  |
|                           |                                                 |           |       |        |               |  |  |  |  |
| Votes valides             | Votes valides                                   | 1 999 226 | 95,57 |        |               |  |  |  |  |
| Votes blancs et invalides | Votes blancs et invalides                       | 92 757    | 4,43  |        |               |  |  |  |  |
| Total                     | Total                                           | 2 091 983 | 100   | 83     | en stagnation |  |  |  |  |
| Abstentions               | Abstentions                                     | 1 537 854 | 42,37 |        |               |  |  |  |  |
| Inscrits / participation  | Inscrits / participation                        | 3 629 837 | 57,63 |        |               |  |  |  |  |